# Wolfgang J. Krauss
Wolfgang Joseph Krauss (* 26. Januar 1915 in Lübeck; † 8. Dezember 1986 ebenda) war ein deutscher Schriftsteller. Bekannt wurde er besonders in der Seglerszene als Autor der humorigen Kurzgeschichten rund um den „Segler Gustaf“, die vor allem in den 1960er und 1970er Jahren erschienen.

## Leben
Wolfgang J. Krauss wuchs in Stettin auf, wo sein Vater Direktor an der Seefahrtschule war und übte schon früh den Umgang mit Booten. In den 1930er Jahren beteiligte er sich an diversen Hochseeregatten wie der Bermuda Race, Atlantik Rennen und dem Fastnet-Rennen. Nach Ableistung der zweijährigen Wehrpflicht schloss sich ein 6-jähriger Kriegseinsatz an. Nach dem Zweiten Weltkrieg wurde er als Großhandelskaufmann in Hamburg, Lübeck und Kiel tätig. Ab 1956 war er Offizier der Bundeswehr und lebte ab 1960 in Köln.
Solange Krauss an der Ostsee lebte, war er auch immer Eigner diverser Spitzgattkreuzer namens Wassermann, auf denen er gemeinsam mit seiner Frau und seinem Sohn seine Freizeit verbrachte. Von Köln aus wurden die Yachten eher gechartert.
Krauss schrieb verschiedene Kurzgeschichten über den Segler Gustaf, der gemeinsam mit seiner Frau Frieda und Tochter Jule auf seinem Segelboot Sindbad durch die westliche Ostsee segelt und dabei allerhand erlebt. Die Geschichten erschienen in der Zeitschrift Yacht, aber auch in Form von mehreren Büchern beim Delius Klasing Verlag.
Daneben verfasste Krauss zahlreiche Bücher über Maritimes und den Segelsport.

## Werke (Auswahl)
- Die sonderbare Welt des Seglers Gustaf Delius Klasing Verlag, Bielefeld 1969.
- Neue Geschichten vom Segler Gustaf Delius Klasing Verlag, Bielefeld 1970.
- Freud und Leid des Seglers Gustaf Delius Klasing Verlag, Bielefeld 1973.